# Wittenborn
Wittenborn ist eine Gemeinde im Kreis Segeberg in Schleswig-Holstein.

## Geographie
Wittenborn liegt am Rand des Segeberger Forsts, in der Nähe des Mözener Sees.

## Geschichte
Hünengräber im Gemeindegebiet, wie der Dolmen von Wittenborn deuten auf eine vorgeschichtliche Besiedlung hin. Insgesamt gibt es etwa 60 archäologische Fundstellen von der Jungsteinzeit bis zur Römischen Kaiserzeit in der Gemeinde, die auch Urnenfriedhöfe und Siedlungsreste beinhalten.
Der Ort wurde 1139 erstmals als Wittenburna urkundlich erwähnt. Er gehörte damals zum Kloster Segeberg. In seiner heutigen Form besteht das Gemeindegebiet seit 1867.

## Politik

### Gemeindevertretung
Bei der Kommunalwahl am 14. Mai 2023 wurden insgesamt elf Sitze vergeben. Von diesen erhielt die CDU sieben Sitze, die SPD drei Sitze und ein Einzelbewerber einen Sitz.

### Wappen
Blasonierung: „Gespalten von Blau und Silber, überdeckt mit einem aus Werkstein gemauerten Brunnen mit breitem Rand in verwechselten Farben.“

## Wirtschaft
Aufgrund der Nähe zum Mözener See und zum Segeberger Forst ist Wittenborn ein beliebtes Ausflugsziel. Im Gemeindegebiet gibt es zwei Campingplätze und ein großes Industriegebiet.

## Söhne und Töchter (Auswahl)
- Paul Könke (1870–1930), Politiker (DDP), Reichstagsabgeordneter

## Bilder

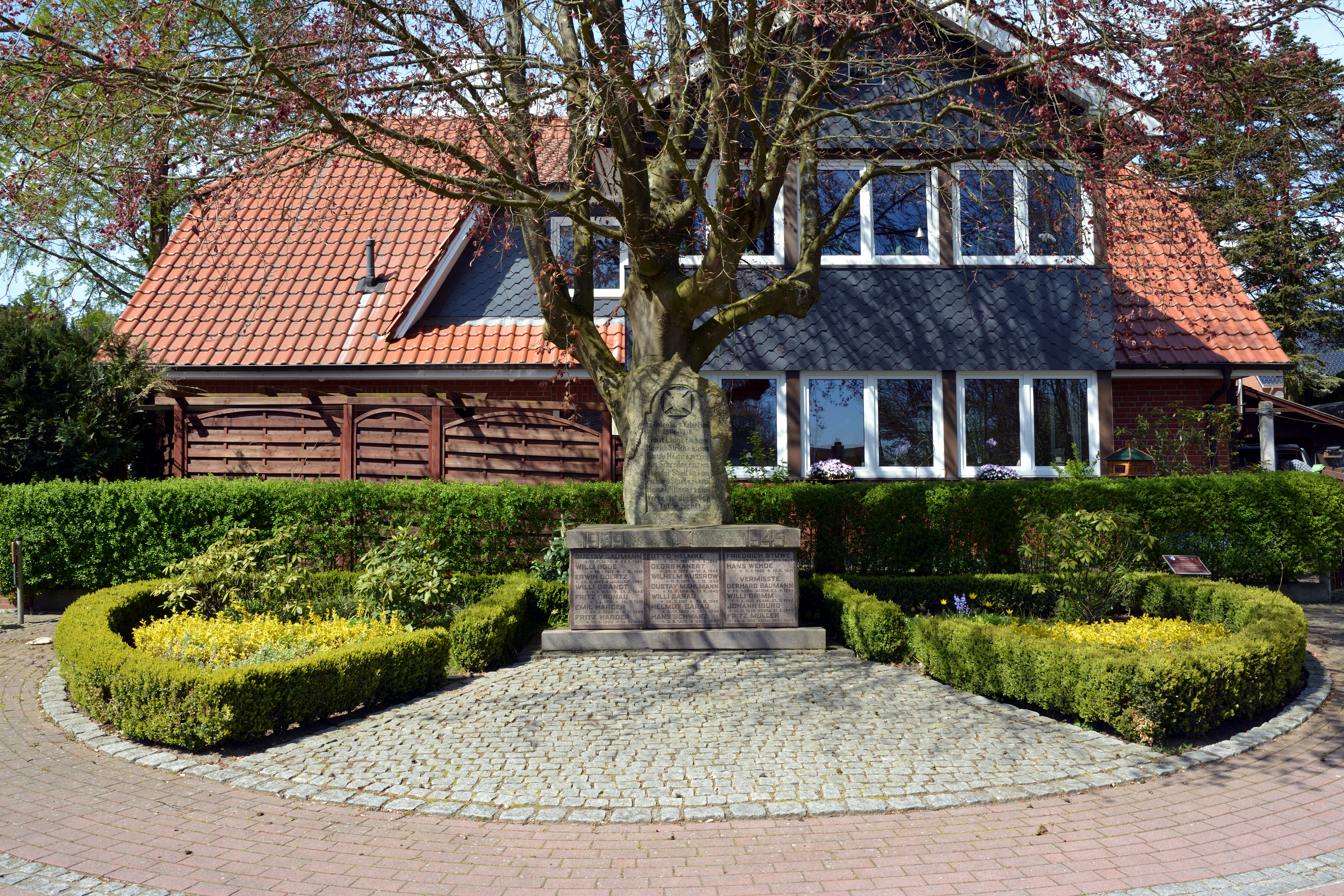
Ehrenmal für die Toten der Weltkriege
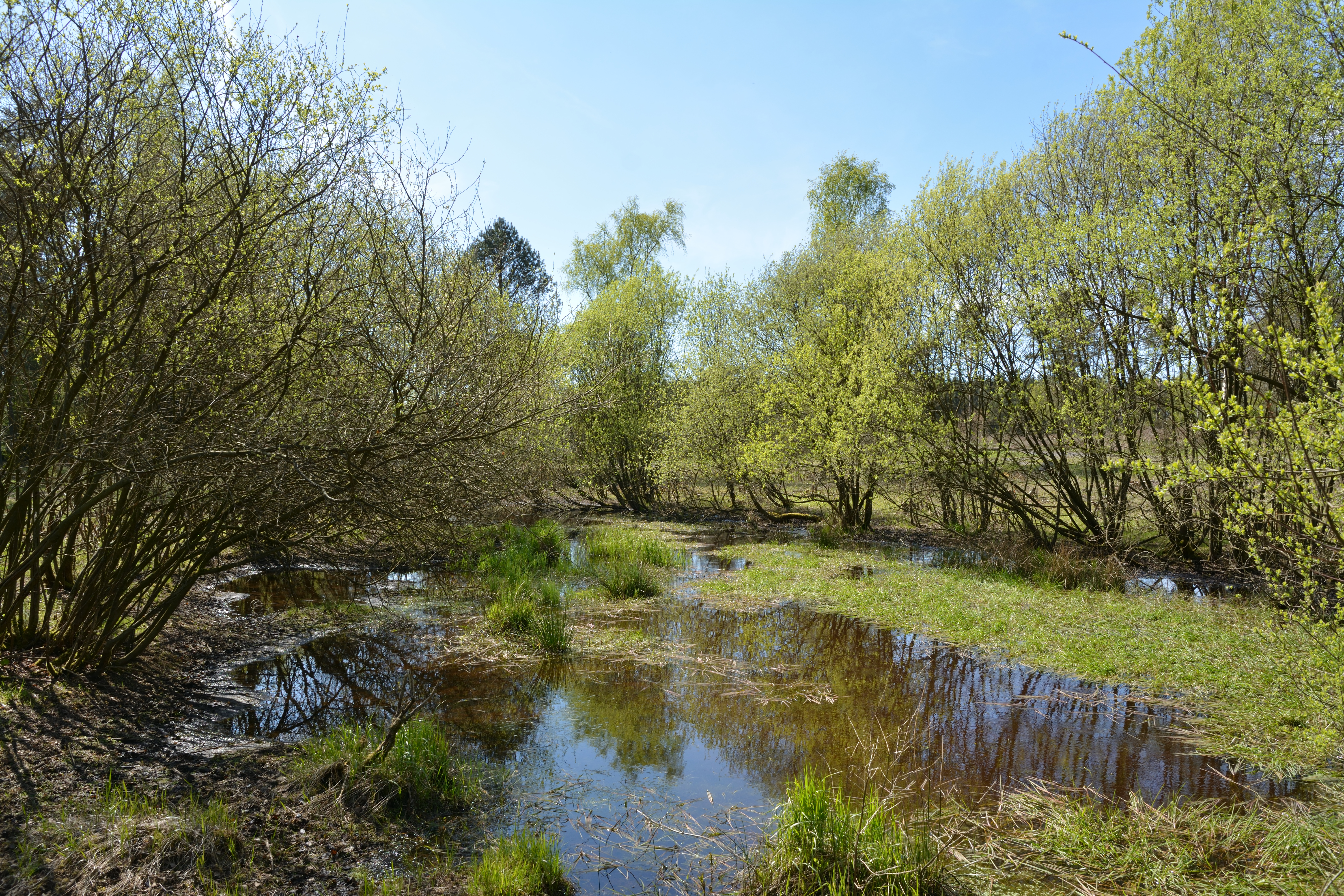
Naturschutzgebiet Wittenborner Heide
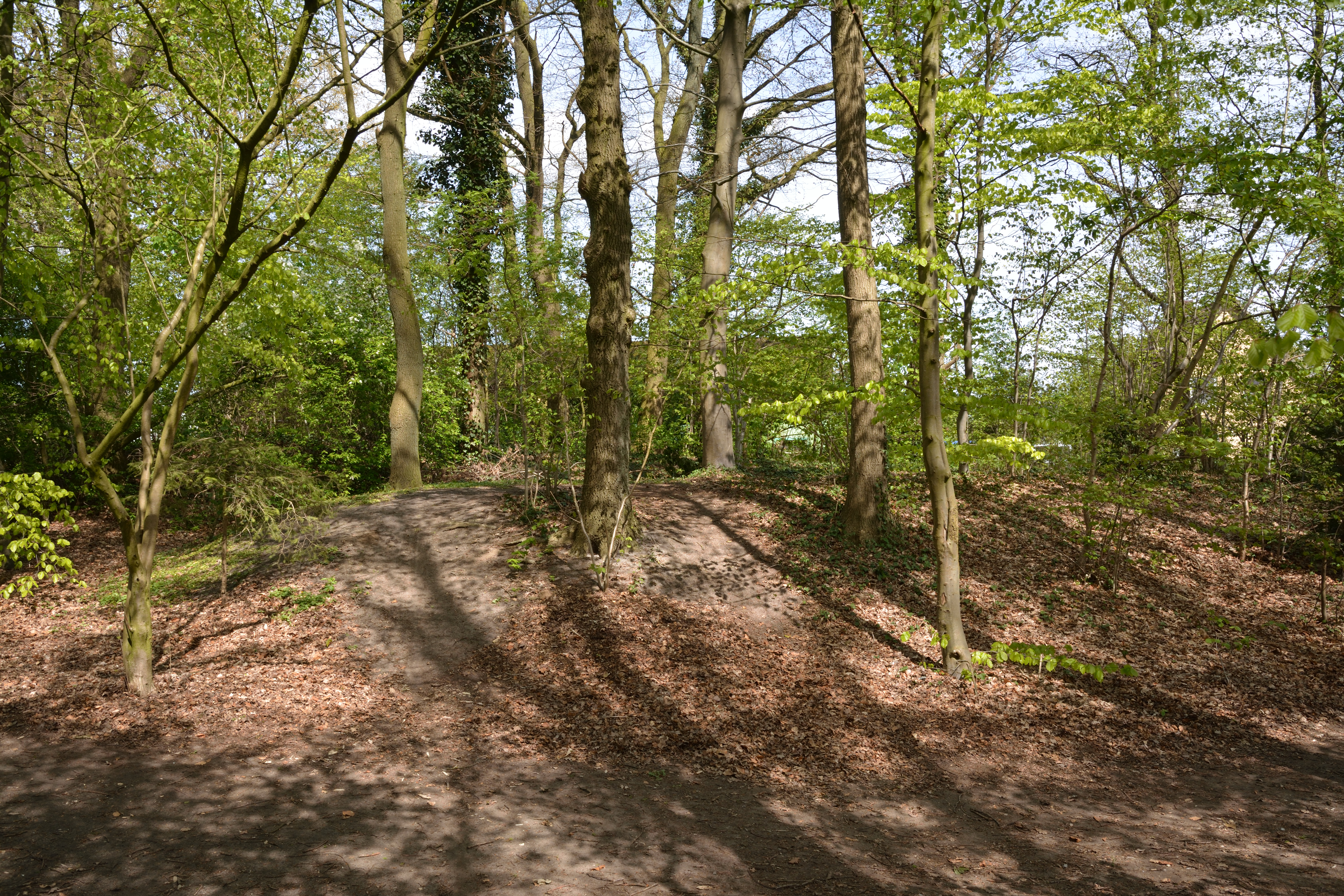
Dolmen von Wittenborn